# 柴山貴哉
柴山 貴哉（しばやま たかや、1980年4月15日 - ）は、日本のプロレスラー。DEP所属。愛知県一宮市出身。

## 特徴
愛知県一宮市出身。一宮南高校・中京大学卒業。入場時に「シバヤマ！」と声をかけると「うっせぇ！オラ」と1人1人丁寧に返してくれる。
シバヤマンモス興行、動物愛護チャリティプロレス『ワンニャンプロレス』、サカエプロレスなど主催。
名古屋市中区でプロレスバー『ロックオンタイム 』を経営。

## 来歴
2003年、東海プロレス入団。同年3月16日、谷上典之戦でデビュー。
2006年6月、愛知県刈谷市のDEPに移籍。
2010年7月、名古屋市南区呼続に自身の店「BARロックオンタイム」を開店した。
2011年6月より、前々から患っていた頚椎椎間板ヘルニアの悪化により欠場。
2014年1月25日、スポルティーバアリーナにて、10周年興行を同日デビューのマンモス半田と行い復帰。
2016年1月、ロックオンタイムを中区栄の東急ホテル南に移転。
2016年4月、刈谷市産業振興センターでシバヤマンモス興行を開催。
2018年11月、刈谷市産業振興センターで自身の15周年記念大会を開催し、葛西純と対戦。
2019年12月、名古屋市中スポーツセンターでシバヤマンモス興行を開催し、崔領二、GAINAと対戦。
2020年2月、スポルティーバアリーナにて第1回動物愛護チャリティプロレス『ワンニャンプロレス』を開催。
2020年11月22日ワンニャンプロレスを開催。琉球ドラゴン勢も参戦した。
2021年12月12日、ワンニャンプロレスを開催。
2022年7月17日、刈谷あいおいホールにてシバヤマンモス興行を開催。近藤修司、安納サオリらが参戦した。
2023年3月20日、ワンニャンプロレスを開催。
2024年1月6日、デビュー戦会場であるガイシホール第3競技場にて20周年記念大会を開催。日高郁人、葛西純らと対戦。
2024年7月28日、パートナーのマンモス半田が引退。
2025年3月20日、ワンニャンプロレス開催。
2025年9月20日に東スポーツセンターで自主興行開催の予定。

## タイトル歴
- DEP無差別級王座
- DEP無差別級タッグ王座
- JWFタッグ王座
- 一宮世界ヘビー級王座

## 得意技
ロックオンタイム
トップロープからのダイビングエルボードロップ。技に入る前にコーナー上で相手に向かって指をさして「ロックオン・ターイム」と叫んでから放つ。
残影拳
コーナーへのランニングバックエルボー。
サイコクラッシャー
ランニングボディアタックと同型。

## テーマ曲
- Mr. Amsterdam（SUM41）